# Jasenie
Jasenie (bis 1927 slowakisch auch „Jasená“; ungarisch Jecenye – bis 1888 Jaszena) ist eine Gemeinde in der Mitte der Slowakei mit 1154 Einwohnern (Stand 31. Dezember 2024), die zum Okres Brezno, einem Kreis des Banskobystrický kraj gehört und zur traditionellen Landschaft Horehronie gezählt wird.

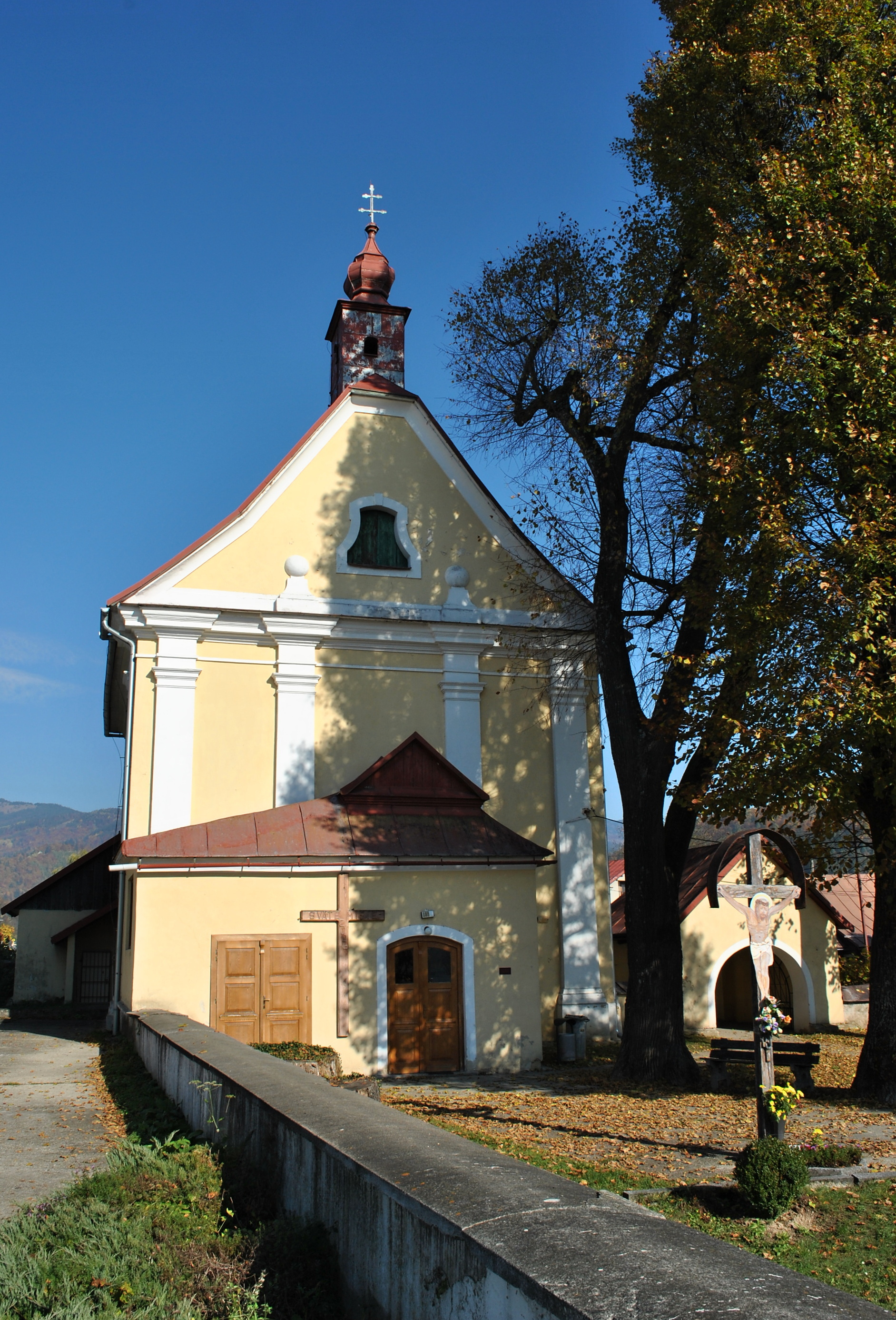
St.-Katharina-Kirche

## Geographie
Die Gemeinde befindet sich am Südhang der Niederen Tatra und in der Tallandschaft Horehronské podolie am Bach Jasenský potok im Einzugsgebiet des Hron. Das fast 86,3 km² große Gemeindegebiet ist überdurchschnittlich groß und auf einer genordeten Karte ungefähr wie ein umgedrehtes Dreieck angelegt: im Dorf selbst befindet sich die „Spitze“ und über die stark bewaldeten Täler Jasenianska dolina und Lomnistá dolina weitet es sich zum Hauptkamm der Niederen Tatra aus. Die höchsten Berge auf dem Gemeindegebiet sind der Chabenec (1955 m n.m.), Ďurková (1751 m n.m.), Zámostská hoľa (1645 m n.m.), Latiborská hoľa (1648 m n.m.) und Veľká hoľa (1640 m n.m.). Daneben verlaufen Seitenkämme bis zum Ort hin, die Höhen bis 1471 m n.m. (Berg Struhár) erreichen. Das Ortszentrum liegt auf einer Höhe von 504 m n.m. und ist 18 Kilometer von Brezno sowie 30 Kilometer von Banská Bystrica entfernt.
Südlich des Hauptortes liegt die Siedlung Kramlište, die aber kein Gemeindeteil ist.
Das Gemeindegebiet von Jasenie grenzt an Liptovská Lúžna, Partizánska Ľupča, Dúbrava und Lazisko im Norden, Dolná Lehota im Osten, Predajná im Süden, Nemecká im Südwesten, Ráztoka im Westen sowie Pohronský Bukovec und Brusno im Nordwesten.

## Geschichte
Die Besiedlung des Gemeindegebietes geht in die Römerzeit zurück.
Der Ort wurde zum ersten Mal in einer Urkunde vom König Sigismund 1424 als Jechene schriftlich erwähnt; möglicherweise ist eine Siedlung gleichen Namens schon 1250 erwähnt. Der Name ist vom slowakischen Wort jaseň (deutsch Esche) abgeleitet. Jasenie war ein Bergwerkdorf, das zum Herrschaftsgebiet der Burg Liptsch gehörte; bis zum 16. Jahrhundert wurden hier Edelmetalle gefördert, die Bergwerke waren Besitz der Neusohler Unternehmer. Vom 17. bis zum 19. Jahrhundert gab es ein Eisenhammerwerk, das zur Bergkammer gehörte. 1828 zählte man 102 Häuser und 785 Einwohner, die als Fuhrmänner, Hirten und Arbeiter in örtlichen Unternehmen beschäftigt waren, zudem war im 19. und 20. Jahrhundert Häkelspitzenanfertigung verbreitet. In Kramlište gab es im 19. Jahrhundert eine Glashütte.
Bis 1918 gehörte der im Komitat Sohl liegende Ort zum Königreich Ungarn und kam danach zur Tschechoslowakei beziehungsweise heute Slowakei. In der Zwischenkriegszeit arbeitete hier ein Dampfsägewerk. Die Einwohner nahmen am Slowakischen Nationalaufstand (SNP) teil und es gab rege Partisanenaktivität in den Tälern.

## Bevölkerung
| Jahr                | 1994 | 2004    | 2014    | 2024    |
| ------------------- | ---- | ------- | ------- | ------- |
| Anzahl der Personen | 1188 | 1104    | 1197    | 1154    |
| Unterschied         |      | −7,07 % | +8,42 % | −3,59 % |

| Jahr                | 2023 | 2024    |
| ------------------- | ---- | ------- |
| Anzahl der Personen | 1140 | 1154    |
| Unterschied         |      | +1,22 % |

Gemäß der Volkszählung 2011 wohnten in Jasenie 1171 Einwohner, davon 1123 Slowaken, zwei Magyaren und jeweils ein Mährer, Roma und Tscheche. 43 Einwohner machten keine Angabe. 940 Einwohner gehörten zur römisch-katholischen Kirche, 27 Einwohner zur evangelischen Kirche A. B., fünf Einwohner zur evangelisch-methodistischen Kirche und jeweils ein Einwohner zu den Mormonen, zur Brüderkirche, zur kongregationalistischen Kirche und zur orthodoxen Kirche; drei Einwohner waren anderer Konfession. 119 Einwohner waren konfessionslos und bei 73 Einwohnern wurde die Konfession nicht ermittelt.
Ergebnisse nach der Volkszählung 2001 (1116 Einwohner):
| Nach Ethnie: - 99,64 % Slowaken - 0,27 % Tschechen | Nach Konfession: - 88,08 % römisch-katholisch - 8,69 % konfessionslos - 1,88 % evangelisch - 1,34 % keine Angabe |

## Sehenswürdigkeiten
- römisch-katholische Katharinakirche im barock-klassizistischen Stil aus dem Jahr 1765
- Glockenturm im Barockstil aus dem 18. Jahrhundert
- Kreuzerhöhungskapelle in Kramlište aus dem Jahr 1835
- Bunker im Tal Lomnistá dolina
- SNP-Denkmal und Gedenktafel